# Brontë Country

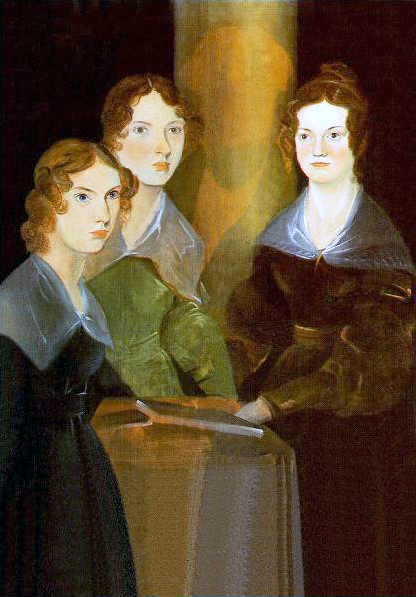
As irmãs Brontë, pintadas por seu irmão, Branwell c. 1834.

Brontë Country é o nome dado a uma região das colinas dos Peninos do Sul a oeste de Bradford, em West Yorkshire, Inglaterra. O nome vem das irmãs Brontë, que escreveram clássicos literários como Jane Eyre (Charlotte Brontë), Wuthering Heights (Emily Brontë) e The Tenant of Wildfell Hall (Anne Brontë) enquanto viviam na área.

## Geologia
A geologia da região é principalmente de arenito.

## Pontos de interesse
A região inclui a aldeia de Haworth, onde as irmãs Brontë viveram, e onde o Brontë Parsonage Museum está localizado atualmente. Diz-se que Top Withens foi a inspiração para Wuthering Heights. Acredita-se que Ponden Hall, que ficava a cerca de meia milha de Stanbury, inspirou pelo menos duas construções nos romances das Brontës: Thrushcross Grange em Wuthering Heights e a mansão homônima em The Tenant of Wildfell Hall. Thornton, nos arredores de Bradford, é o local de nascimento das irmãs Brontë e de seu irmão Branwell (sei pai era reitor da igreja de Thornton). A casa onde nasceram ainda existe como Brontë Birthplace e, em novembro de 2023, foi adquirida para restauração e preservação como um espaço cultural e educacional. Está localizado na Market Street, no centro da aldeia.
Outros locais de interesse dos romances das irmãs Brontë incluem Oakwell Hall (Fieldhead em Shirley), Red House (Briarmains em Shirley), e Gawthorpe Hall e Wycoller Hall (Ferndean Manor em Jane Eyre).

## Na mídia e cultura
O filme Brontë Country: The Story of the Emily, Charlotte & Anne Brontë discute a geografia e a história da região, e a história da família Brontë.

## Galeria

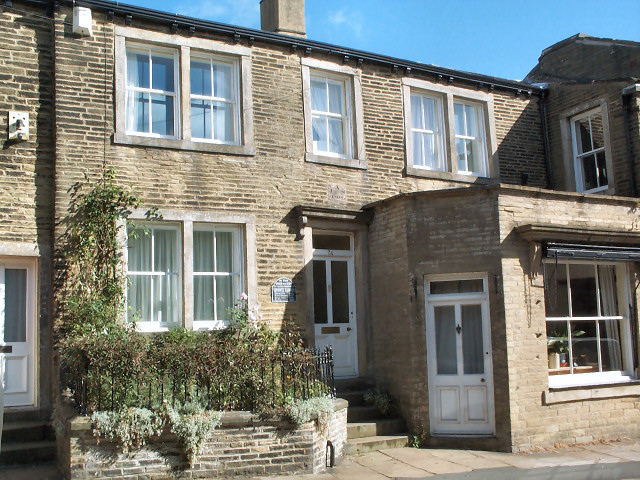
O local de nascimento dos irmãos e irmãs Brontë na Market Street, em Thornton
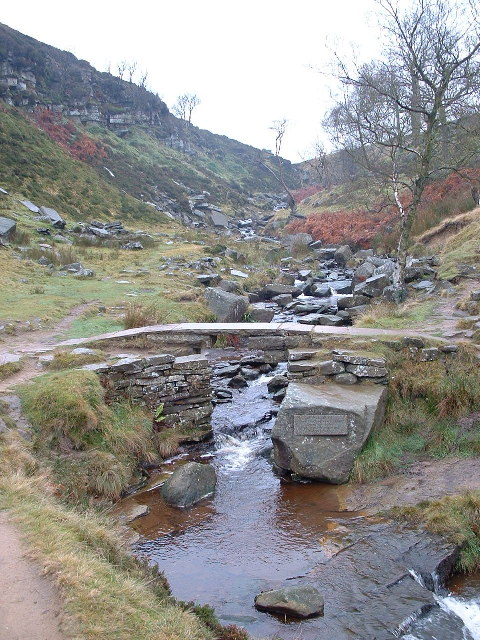
Ponte Brontë
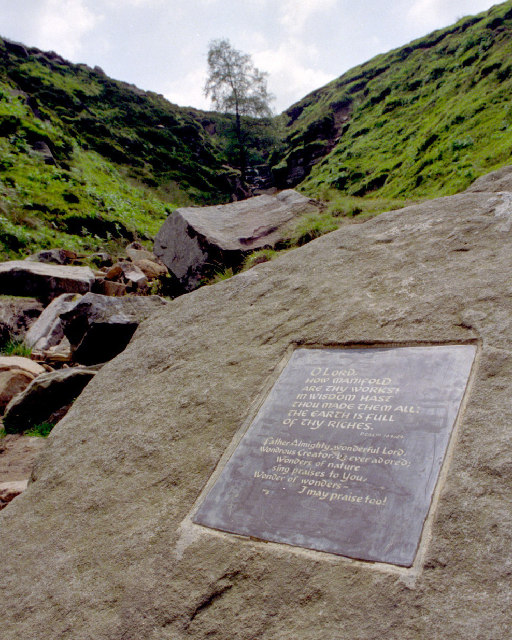
Placa na cachoeira Brontë
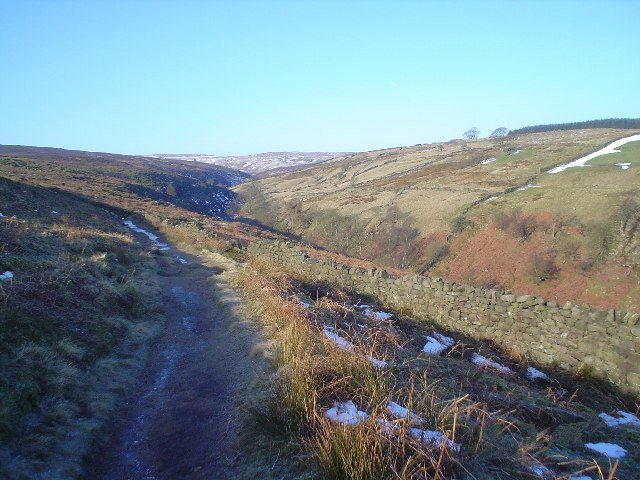
A Brontë Way, com vista em direção à ponte Brontë
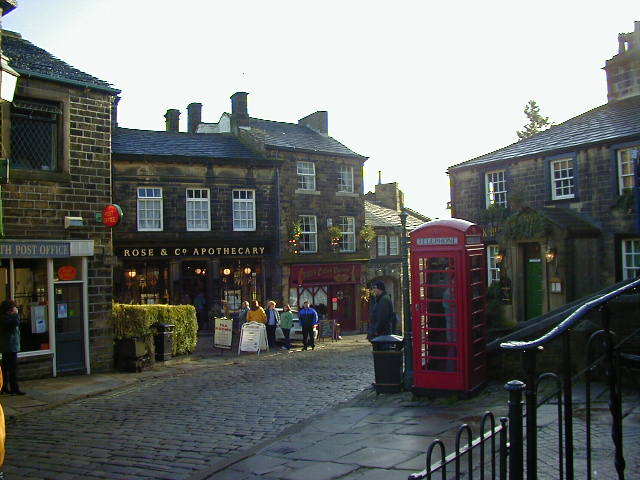
Haworth
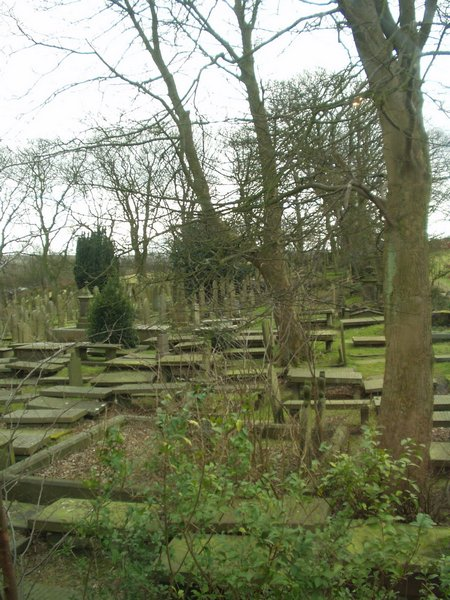
Cemitério de Haworth
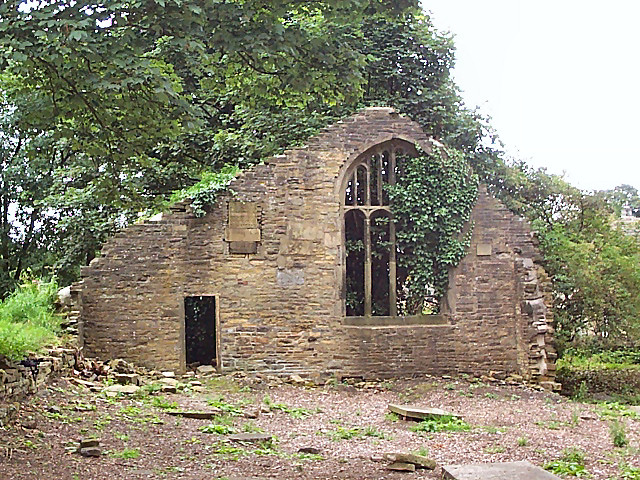
Parede leste do presbitério das ruínas da capela de St James, Thornton, West Yorkshire
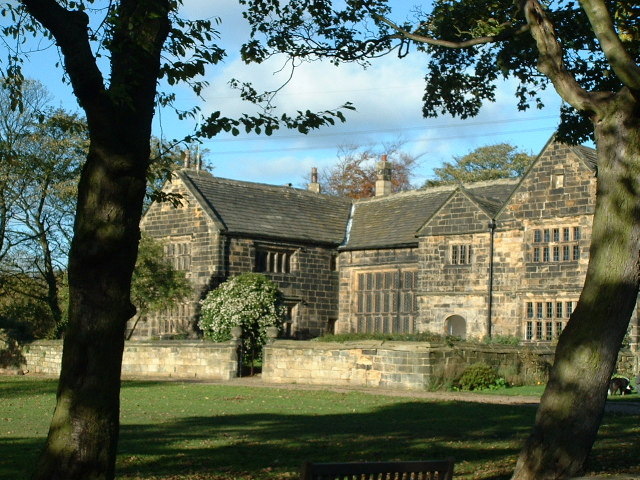
Oakwell Hall
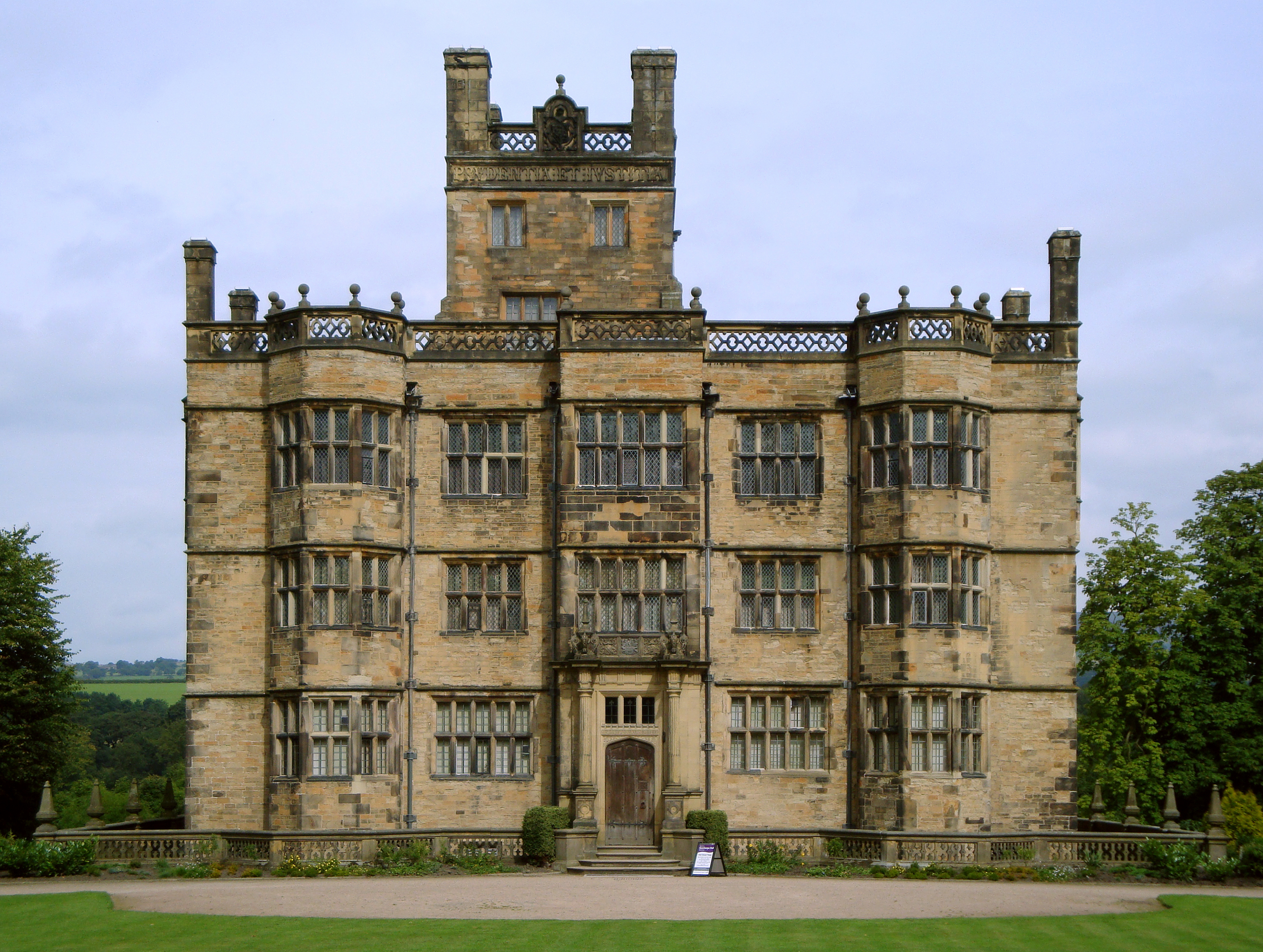
Gawthorpe Hall, Padiham visto do sudeste
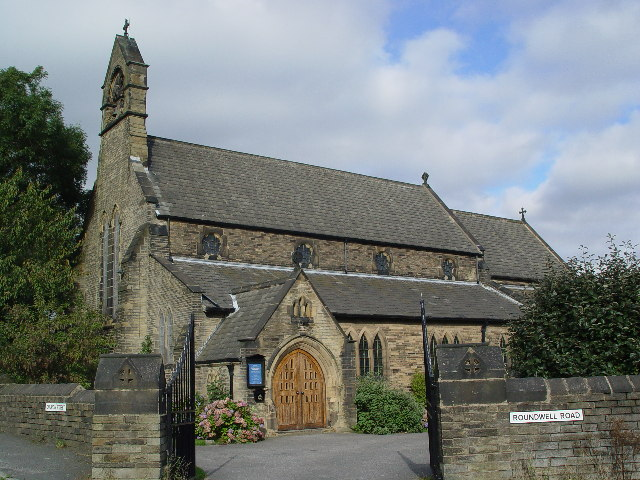
Igreja paroquial de St Barnabas, Hightown, Liversedge, West Yorkshire
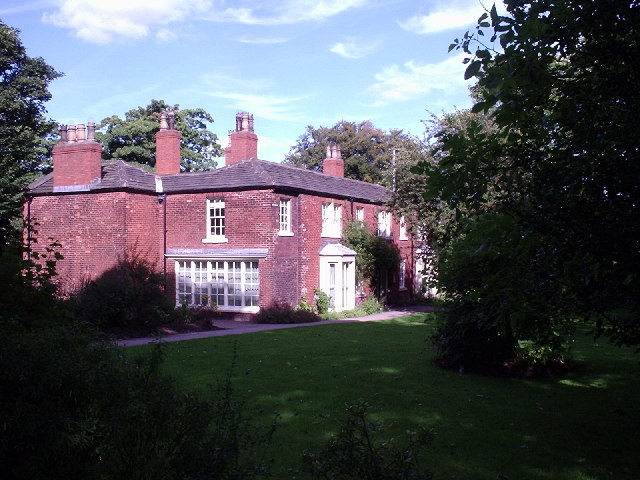
Red House Museum, Gomersal, frequentemente visitado por Charlotte Brontë, que apresentou a casa como "Briarmains" em Shirley